# Allapur.J, Aland
Allapur.J là một làng thuộc tehsil Aland, huyện Gulbarga, bang Karnataka, Ấn Độ.